# یوئن بویسن-موله
یوئن بویسن-موله (دانمارکی: Jørgen Bojsen-Møller؛ زادهٔ ۱۷ آوریل ۱۹۵۴) قایقران قایق بادبانی اهل دانمارک بود.